# Gina Mancuso-Prososki
Gina Mancuso-Prososki (ur. 31 maja 1991 roku w Bellevue) – amerykańska siatkarka grająca na pozycji przyjmującej, reprezentantka kraju. Od stycznia 2018 roku występuje w drużynie BKS Profi Credit Bielsko-Biała.

## Sukcesy klubowe
Mistrzostwo Portoryko:
- 2013

Mistrzostwo Azerbejdżanu:
- 2014

Liga Mistrzyń:
- 2014

Puchar Niemiec:
- 2016

Mistrzostwo Niemiec:
- 2016

## Sukcesy reprezentacyjne
Mistrzostwa Ameryki Północnej, Środkowej i Karaibów Juniorek:
- 2008